# Чили на летних Олимпийских играх 1956
Чили принимала участие в Летних Олимпийских играх 1956 года в Мельбурне (Австралия) в третий раз за свою историю, и завоевала две бронзовые и две серебряные медали. Сборная страны состояла из 33 спортсменов (31 мужчина, 2 женщины), которые выступили в соревнованиях по 8 видам спорта.

## Медалисты
| Медаль  | Спортсмен          | Вид спорта      | Дисциплина             |
| ------- | ------------------ | --------------- | ---------------------- |
| Серебро | Марлен Аренс       | Лёгкая атлетика | Женщины, метание копья |
| Серебро | Рамон Тапия        | Бокс            | Мужчины, до 75 кг      |
| Бронза  | Клаудио Баррьентос | Бокс            | Мужчины, до 54 кг      |
| Бронза  | Карлос Лукас       | Бокс            | Мужчины, до 81 кг      |